# Paseo de San Quintín
Paseo de San Quintín es una localidad del estado mexicano de Baja California. Es parte del municipio de San Quintín.

## Demografía
| Censo | Población |
| ----- | --------- |
| 2010  | 198       |
| 2020  | 1 413     |